# Auvers-le-Hamon
Pour les articles homonymes, voir Auvers et Hamon.
Auvers-le-Hamon [ovɛʁ lə amɔ̃] est une commune française, située dans le département de la Sarthe dans la région Pays de la Loire, peuplée de 1 458 habitants. 
La commune fait partie de la province historique du Maine.

## Géographie
Auvers-le-Hamon est un vaste territoire traversé du nord au sud par le Treulon et l’Erve, affluents de la Sarthe.
| Ballée (Mayenne) et exclave d'Épineux-le-Seguin (Mayenne) | Épineux-le-Seguin (Mayenne) | Poillé-sur-Vègre   |
| Beaumont-Pied-de-Bœuf (Mayenne)                           | Auvers-le-Hamon             | Asnières-sur-Vègre |
| Saint-Loup-du-Dorat (Mayenne), Bouessay (Mayenne)         | Sablé-sur-Sarthe            | Juigné-sur-Sarthe  |

### Géologie
La commune repose sur le bassin houiller de Laval daté du Culm, du Viséen supérieur et du Namurien (daté entre -346 et -315 millions d'années).

### Climat
Pour des articles plus généraux, voir Climat des Pays de la Loire et Climat de la Sarthe.
En 2010, le climat de la commune est de type climat océanique dégradé des plaines du Centre et du Nord, selon une étude du CNRS s'appuyant sur une série de données couvrant la période 1971-2000. En 2020, Météo-France publie une typologie des climats de la France métropolitaine dans laquelle la commune est exposée à un climat océanique et est dans la région climatique Moyenne vallée de la Loire, caractérisée par une bonne insolation (1 850 h/an) et un été peu pluvieux.
Pour la période 1971-2000, la température annuelle moyenne est de 11,4 °C, avec une amplitude thermique annuelle de 14 °C. Le cumul annuel moyen de précipitations est de 699 mm, avec 11,7 jours de précipitations en janvier et 6,6 jours en juillet. Pour la période 1991-2020, la température moyenne annuelle observée sur la station météorologique de Météo-France la plus proche, sur la commune de Saint-Loup-du-Dorat à 5 km à vol d'oiseau, est de 12,2 °C et le cumul annuel moyen de précipitations est de 760,0 mm,. Pour l'avenir, les paramètres climatiques de la commune estimés pour 2050 selon différents scénarios d'émission de gaz à effet de serre sont consultables sur un site dédié publié par Météo-France en novembre 2022.

## Urbanisme

### Typologie
Au 1er janvier 2024, Auvers-le-Hamon est catégorisée bourg rural, selon la nouvelle grille communale de densité à sept niveaux définie par l'Insee en 2022.
Elle est située hors unité urbaine. Par ailleurs la commune fait partie de l'aire d'attraction de Sablé-sur-Sarthe, dont elle est une commune de la couronne,. Cette aire, qui regroupe 39 communes, est catégorisée dans les aires de moins de 50 000 habitants,.

### Occupation des sols

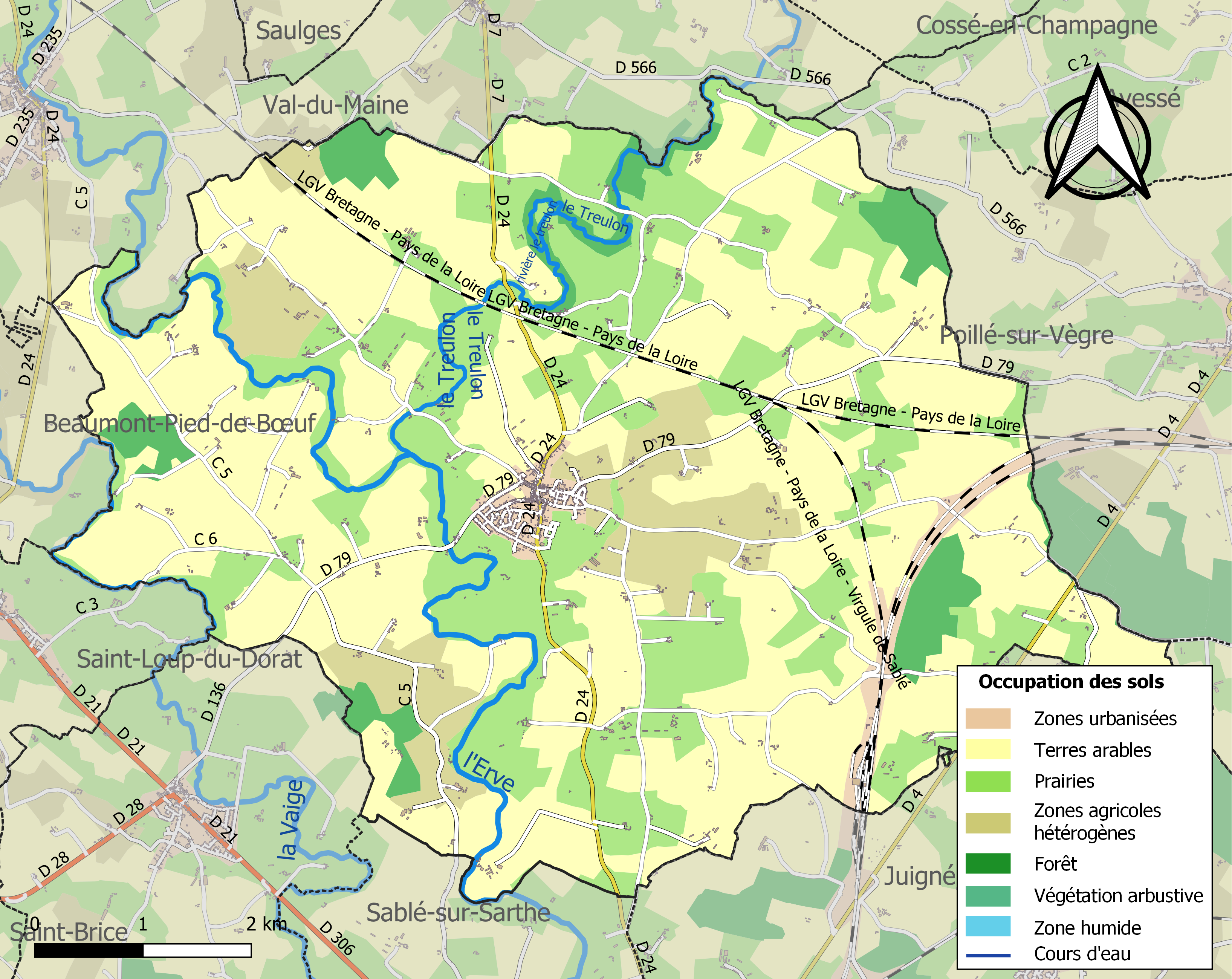
Carte des infrastructures et de l'occupation des sols de la commune en 2018 (CLC).

L'occupation des sols de la commune, telle qu'elle ressort de la base de données européenne d’occupation biophysique des sols Corine Land Cover (CLC), est marquée par l'importance des territoires agricoles (92,1 % en 2018), en diminution par rapport à 1990 (92,9 %). La répartition détaillée en 2018 est la suivante : 
terres arables (55,3 %), prairies (28,3 %), zones agricoles hétérogènes (8,5 %), forêts (5,3 %), zones industrielles ou commerciales et réseaux de communication (1,5 %), zones urbanisées (1,1 %).
L'IGN met par ailleurs à disposition un outil en ligne permettant de comparer l’évolution dans le temps de l’occupation des sols de la commune (ou de territoires à des échelles différentes). Plusieurs époques sont accessibles sous forme de cartes ou photos aériennes : la carte de Cassini (XVIIIe siècle), la carte d'état-major (1820-1866) et la période actuelle (1950 à aujourd'hui).

## Toponymie
D'après Albert Dauzat, le toponyme aurait une origine gauloise, soit issu d'Arvernus, surnom ethnique, ou composé d'are, « devant », et vern-, « aulne ». Le toponyme pourrait aussi faire référence à la géographie locale : le village étant un lieu à flanc de coteau (alversus en latin).
- Le nom de la localité est attesté sous les formes  Alversus vers 1050[18], Alvercus aussi en 1050[18], Alvers en 1064[17].
- À partir du XIIe siècle, est rajouté « le Hamon » à Auvers[18]. Hamon est Hamon de Laval le fils du fondateur du prieuré.
- En 1793, la commune porte brièvement le nom d'Auvers-l'Union[19].

Le gentilé est Auversois.

## Histoire
- Préhistoire : présence humaine constatée sur plusieurs sites : hommes de l'époque Néanderthal au bois de Sirion[20] et la Girardière, éperon barré néolithique de Rimer[21].
- Antiquité : Traces de fermes antiques et d'un temple à double cella sur le territoire de la commune, découvertes par prospections aériennes[22]. Des fouilles récentes ont permis d'explorer une ferme gallo-romaine[23], un établissement agricole et un four de réduction du fer d'époque romaine[24].
- XIe siècle : fondation du prieuré par Guérin, moine de Saint-Calais, sur volonté de Guy de Déneré (également appelé Guy Ier de Laval)[25].
- Au XIIe siècle, une foire est créée à Auvers-le-Hamon par Guy VI de Laval.
- 1199 : Signature du traité d'Auvers par le roi Jean sans Terre, en présence de Guillaume des Roches[26].
- Guerre de Cent Ans : peu d'informations sont présentes dans les archives, mais une phase de grandes reconstructions notamment manoriales au XVe siècle fait penser à la destruction de nombreux bâtiments (de nombreux villages autour de Sablé-sur-Sarthe ont été détruits par les troupes anglaises à la fin de la guerre de Cent Ans).
- XVIIIe siècle : Auvers-le-Hamon est le point de départ de plusieurs expérimentations agricoles comme l'implantation du trèfle irlandais pour le fourrage des bêtes par Philippe Jourdain de la Panne[27].
- 1780 : déménagement définitif du petit cimetière vers le grand cimetière (cimetière actuel) libérant une place autour de l'église.
- Révolution française : Auvers-le-Hamon est l'un des haut lieu de la Chouannerie du Maine, avec les agissements d'une troupe menée par le capitaine Armand. Le village est très brièvement renommé Auvers-l'Union en 1793[28].
- 1805 : Découverte des premières mines d'anthracite de la vallée de la Sarthe sur les terres de la ferme de Chantemêle à Auvers-le-Hamon[29]. Cette découverte fut mise à profit pour la production de chaux destinée à l'amendement des terres. L'extraction de l'anthracite s'est faite de 1822 à 1859 sur la commune et s'est poursuivi jusqu'au milieu du XXe siècle dans la région malgré la mauvaise rentabilité de la production rendue difficile par la géologie peu favorable[4]. Quelques terrils subsistent encore, visibles de la route menant à Poillé-sur-Vègre (D 79).
- 1843 : La route de Sablé est percée. Ce nouvel axe nord-sud traversant le village, perturbe le parcellaire ancien et constitue un nouveau pôle d'occupation.
- 1867 : agrandissement du chœur de l'église.
- 1871 : présence prussienne.
- 1902-1903 : découverte par l'abbé Toublet de peintures murales dans la nef de l'église.
- 1919 : stationnement de troupes américaines[30],[31],[32].
- 8 août 1945 : libération d'Auvers-le-Hamon par la 2e DB.

## Politique et administration

### Liste des maires
| Période                                  | Période           | Identité                        | Étiquette | Qualité                                                                                                 |
| ---------------------------------------- | ----------------- | ------------------------------- | --------- | --- |
| 1791                                     | 1792              | Louis Janin                     |           | Premier maire de la commune, prêtre de la paroisse.                                                     |
| 1792                                     | 1813              | Louis René Mathieu Lelasseux    |           | Ancien fermier général du prieuré d’Auvers-le-Hamon (1782-1790), bourgeois (1791).                      |
| 2 septembre 1816                         | 13 mai 1821       | Gabriel Géré Lamotte            |           | |
| 13 mai 1821                              | 6 janvier 1824    | Pierre Noël Hamelin             |           | |
| 6 janvier 1824                           | 28 août 1830      | Louis Jean Pioger               |           | Propriétaire                                                                                            |
| 28 août 1830                             | 15 janvier 1834   | Auguste-Pierre Charles          |           | Notaire                                                                                                 |
| 15 janvier 1834                          | 28 mai 1837       | Auguste Toussaint Ozou          |           | |
| 28 mai 1837                              | 25 juillet 1837   | François Dugué                  |           | |
| 25 juillet 1837                          | 7 février 1841    | Léon Géré                       |           | |
| 7 février 1841                           | 30 septembre 1847 | René Lebannier                  |           | |
| 30 septembre 1847                        | 1855              | Charles Girard de Charnacé      |           | Propriétaire ; réélu en 1852.                                                                           |
| 1855                                     | 1868              | Adolphe Théodule Chevallier     |           | Notaire, réélu en 1865.                                                                                 |
| 30 septembre 1847                        | 1898              | Charles Girard de Charnacé      |           | Propriétaire ; réélu en 1874, 1878, 1892, 1896, il exerce la fonction de maire jusqu'à sa mort en 1898. |
| 1898                                     | 8 mai 1905        | Pierre Roger                    |           | Ingénieur agricole ; réélu en 1904, il exerce la fonction de maire jusqu'à sa mort le 8 mai 1905.       |
| 1905                                     | 1908              | Victor Lebreton                 |           | |
| mai 1908                                 | 1912              | Auguste Plaçais                 |           | |
| 1912                                     | 1929              | François Houtin                 |           | |
| 1929                                     | 1936              | Camille Breton                  |           | Notaire                                                                                                 |
|                                          |                   |                                 |           | |
| années 1970                              | vers 1976         | Alfred Ballue                   |           | |
| avant 1981                               | 1983              | Claude Besse                    |           | |
| 1983                                     | 1989              | Henri Lemaitre                  |           | |
| 1989                                     | mars 2008         | Michel Lavoué                   |           | |
| mars 2008                                | mai 2020          | Jean-Pierre (dit Pierrot) Legay | SE        | Retraité de l'enseignement                                                                              |
| mai 2020                                 | En cours          | Jean-Louis Lemaître             | SE        | Agriculteur                                                                                             |
| Les données manquantes sont à compléter. |                   |                                 |           | |

Le conseil municipal est composé de quinze membres dont le maire et quatre adjoints.

### Jumelages
Hatten (de) (Allemagne) depuis 1980.

## Population et société

### Démographie
L'évolution du nombre d'habitants est connue à travers les recensements de la population effectués dans la commune depuis 1793. Pour les communes de moins de 10 000 habitants, une enquête de recensement portant sur toute la population est réalisée tous les cinq ans, les populations de référence des années intermédiaires étant quant à elles estimées par interpolation ou extrapolation. Pour la commune, le premier recensement exhaustif entrant dans le cadre du nouveau dispositif a été réalisé en 2007.
En 2022, la commune comptait 1 458 habitants, en évolution de −2,15 % par rapport à 2016 (Sarthe : −0,25 %, France hors Mayotte : +2,11 %).
Auvers-le-Hamon a compté jusqu'à 2 264 habitants en 1851.
| 1793  | 1800  | 1806  | 1821  | 1831  | 1836  | 1841  | 1846  | 1851  |
| ----- | ----- | ----- | ----- | ----- | ----- | ----- | ----- | ----- |
| 1 997 | 1 981 | 1 926 | 1 994 | 2 170 | 2 088 | 2 183 | 2 233 | 2 264 |

| 1856  | 1861  | 1866  | 1872  | 1876  | 1881  | 1886  | 1891  | 1896  |
| ----- | ----- | ----- | ----- | ----- | ----- | ----- | ----- | ----- |
| 2 162 | 2 078 | 2 029 | 1 876 | 1 864 | 1 756 | 1 750 | 1 695 | 1 615 |

| 1901  | 1906  | 1911  | 1921  | 1926  | 1931  | 1936  | 1946  | 1954  |
| ----- | ----- | ----- | ----- | ----- | ----- | ----- | ----- | ----- |
| 1 613 | 1 511 | 1 464 | 1 306 | 1 256 | 1 207 | 1 192 | 1 251 | 1 279 |

| 1962  | 1968  | 1975 | 1982  | 1990  | 1999  | 2006  | 2007  | 2012  |
| ----- | ----- | ---- | ----- | ----- | ----- | ----- | ----- | ----- |
| 1 180 | 1 066 | 935  | 1 201 | 1 197 | 1 374 | 1 493 | 1 510 | 1 524 |

| 2017  | 2022  | - | - | - | - | - | - | - |
| ----- | ----- | - | - | - | - | - | - | - |
| 1 473 | 1 458 | - | - | - | - | - | - | - |

### Manifestations culturelles et festivités
- Une foire annuelle.
- Un marché hebdomadaire.

### Sports
L'Union Club Auvers-Poillé fait évoluer trois équipes de football en divisions de district.

## Économie

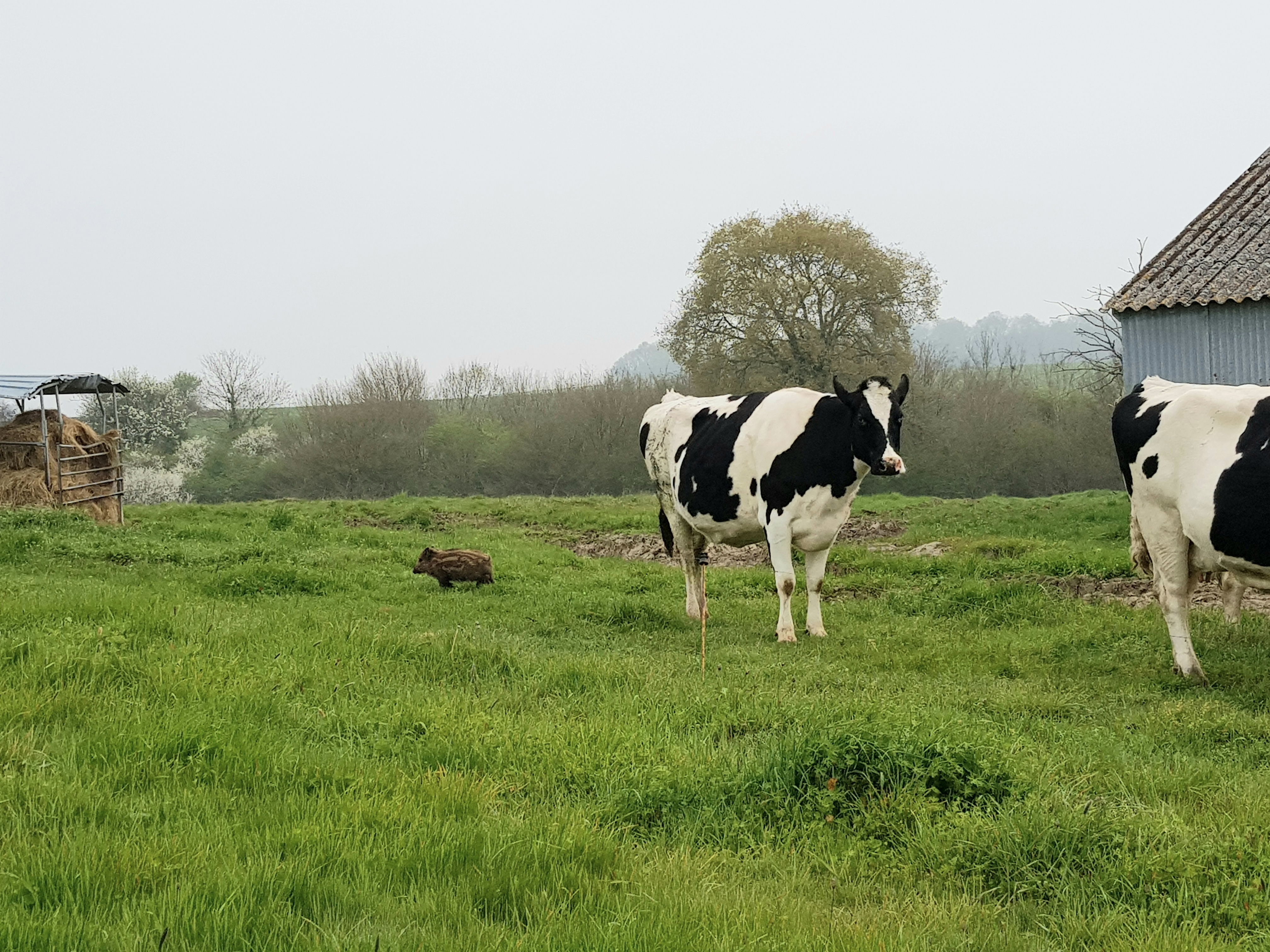
Campagne auversoise : un marcassin adopté par des vaches.

- Monoculture intensive : blé, maïs, tournesol. L'équipement dont bénéficient les cultivateurs allié au traitement des sols permettent deux, voire trois récoltes par an (lin).
- Quelques administrations : centre d'entretien routier, centre d'études techniques de l'équipement, centre de traitement informatique des finances.

### Tourisme
- Un gîte rural.
- Un restaurant.
- Un camping à la ferme.
- Une zone artisanale.

## Culture locale et patrimoine

### Lieux et monuments
- Église Saint-Pierre, datant des XIIe et XIXe siècles. Peintures murales du XVIe siècle, ainsi qu'un Dit des trois morts et des trois vifs, montrant trois jeunes gentilshommes interpellés dans un cimetière par trois morts, leur rappelant la brièveté de la vie et l'importance du salut de leur âme. L'édifice fait l'objet d'une inscription au titre des monuments historiques depuis 1978[39]. Les peintures murales sont classées à titre d'objets[40].
- Manoir de Pantigné, inscrit au titre des monuments historiques depuis le 26 janvier 1989[41].
- Camp retranché antique, inscrit au titre des monuments historiques depuis le 8 juillet 1976[21].
- Pont muletier du moulin Fresnay, sur la Vaige, en limite avec Beaumont-Pied-de-Bœuf, inscrit au titre des monuments historiques depuis le 28 décembre 1984[42].
- Croix de chemin dite Croix de Gât, du XVe ou XVIe siècle, en grès, recensée à l'inventaire général du patrimoine culturel[43].

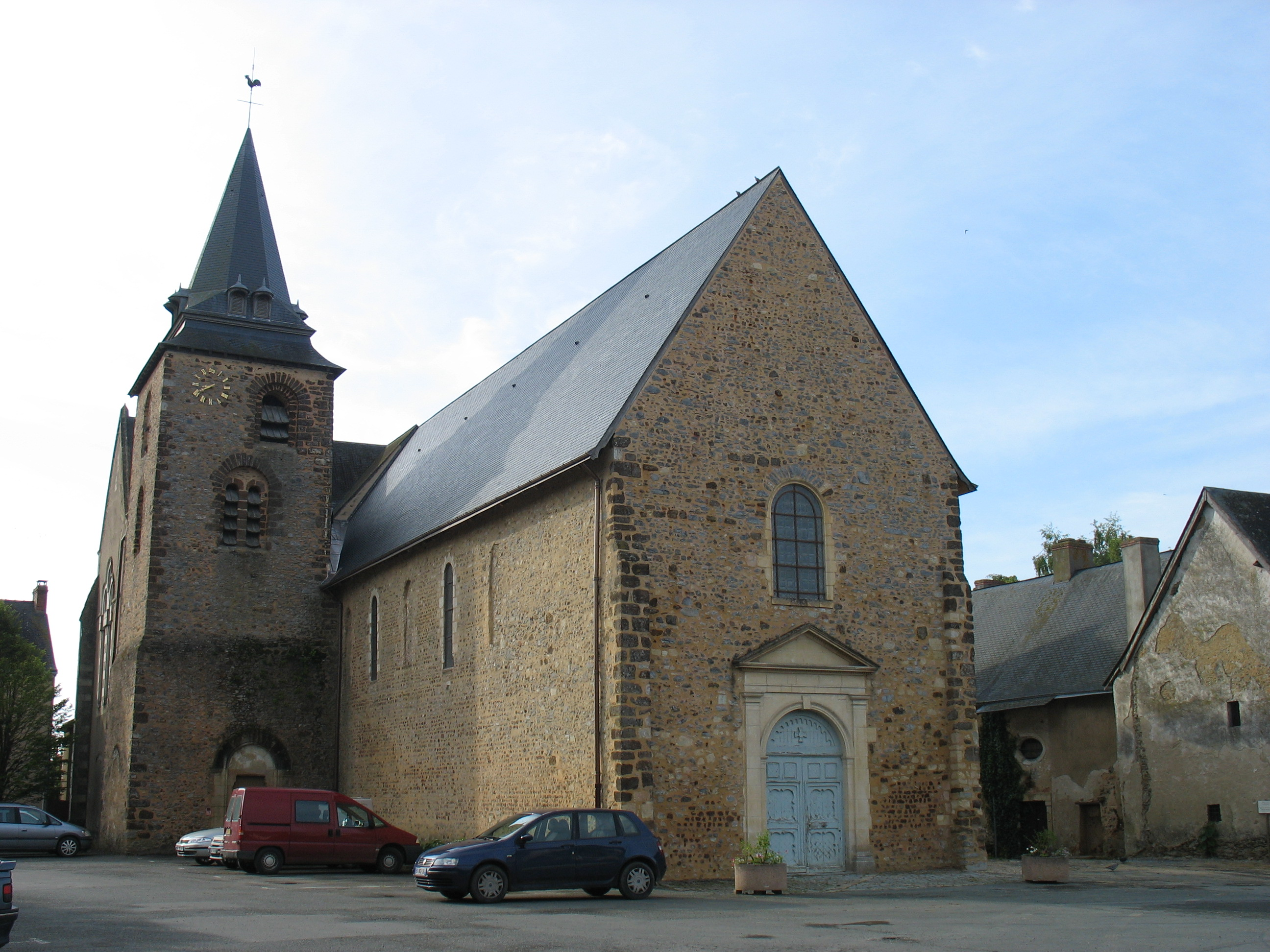
L'église Saint-Pierre.
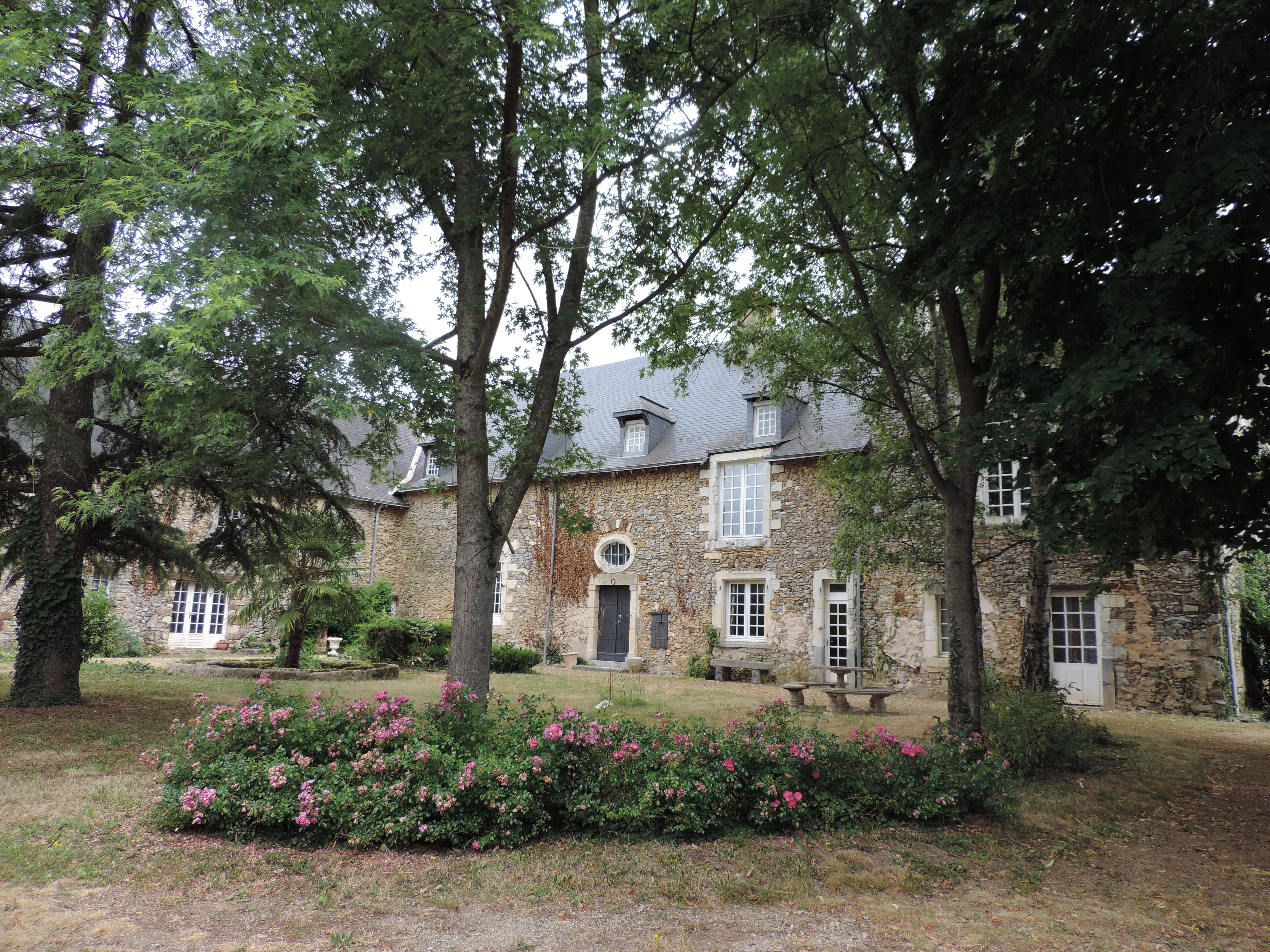
Le prieuré.
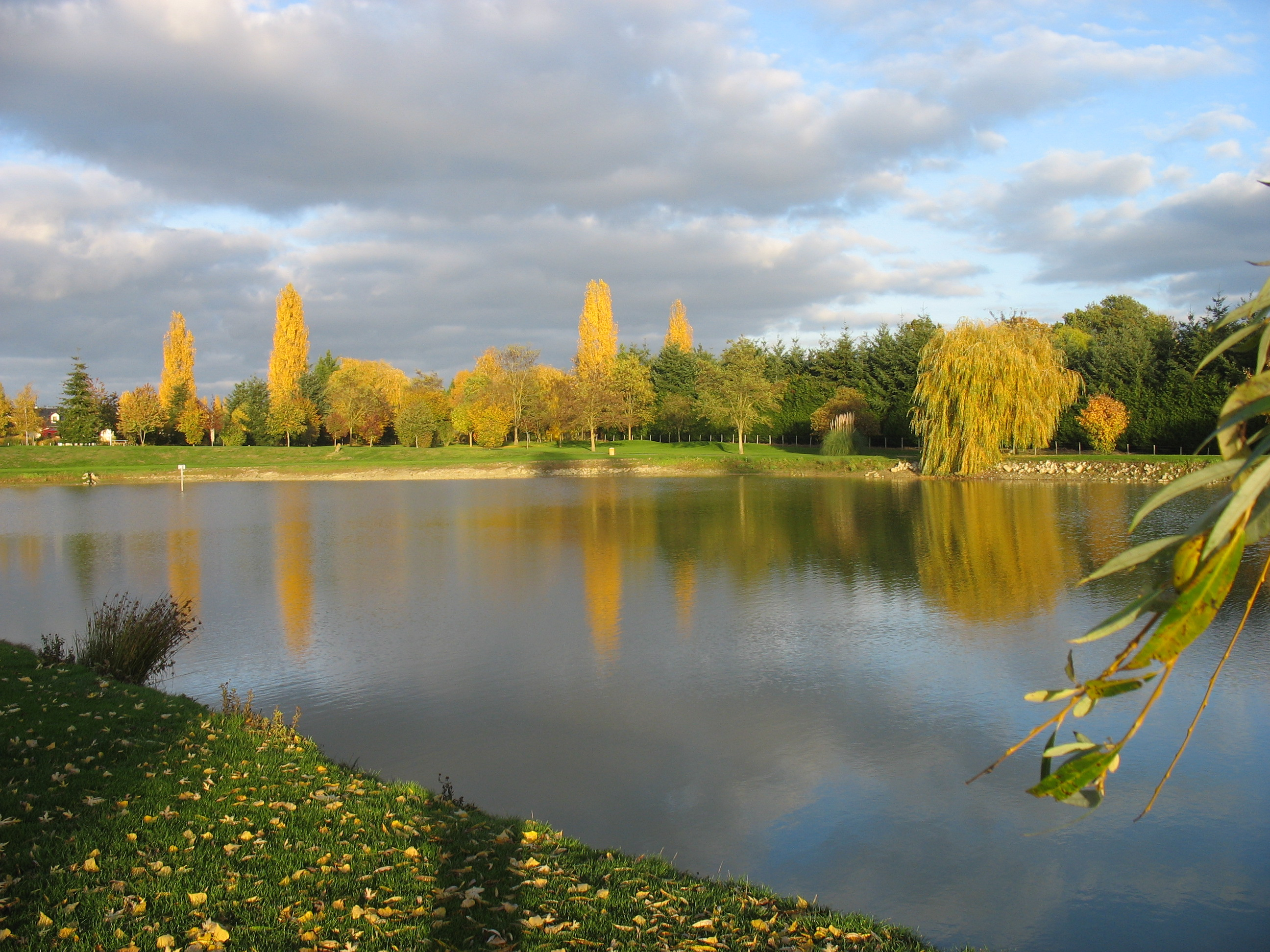
Le parc Philippe de Jourdain.

### Labels
La commune a obtenu le niveau "trois fleurs" au concours des villes et villages fleuris.

### Personnalités liées à la commune
- Claude Dugué, prêtre, auteur et traducteur, né à Auvers-le-Hamon, mort après 1584[45]
- Julien Alexandre Monique Lelasseux Lafosse (°9 octobre 1791 à Auvers-le-Hamon), polytechnicien — promotion 1810 — officier d’artillerie, professeur de mathématiques à l’école militaire de La Flèche, auteur d’un traité sur le jeu de trictrac[46].
- Abbé Emmanuel Toublet, prêtre curé d'Auvers-le-Hamon (1902-1920), historien, a écrit une "Histoire d'Auvers-le-Hamon", et de nombreux articles sur l'histoire de la commune. Il est "l'inventeur" des peintures murales de l'église en 1903[47].
- Michel Lejeune (né en 1946 à Auvers-le-Hamon et mort le 29 avril 2021), homme politique.

### Héraldique
|  | Les armes d'Auvers-le-Hamon se blasonnent ainsi : De sable à l'arbre renversé d'argent. Armoiries du prieuré d'Auvers-le-Hamon signalées par M. D'HOZIER, dite de la commune d'Auvers-le-Hamon par l'abbé Toublet dans ses écrits sur l'histoire d'Auvers-le-Hamon et confirmées par la municipalité le 11 décembre 2018. |